# Desconsuelo
Desconsuelo (Desconsol en catalán) es una escultura realizada por Josep Llimona y actualmente conservada en el Museo Nacional de Arte de Cataluña. La primera versión, de yeso, es de 1903. Entró a formar parte de la colección permanente del museo como una donación de Domènec Sanllehy, entonces alcalde de Barcelona, en 1909. Ubicada originalmente en el parque de la Ciudadela, se trasladó al museo para su mejor conservación, dejando en su lugar una copia.

## Historia
Considerado el mejor escultor del modernismo catalán, Josep Llimona fundó con su hermano Joan el Círculo Artístico de Sant Lluc, entidad que reunió a artistas de fuertes convicciones católicas y conservadoras, como Antoni Gaudí. Este grupo se oponía a las ideas renovadoras de los primeros modernistas, con normas tan estrictas como la prohibición del desnudo. Cuando finalmente los miembros del Círculo modificaron esta norma, se produjo una eclosión de la escultura modernista, de la que Desconsuelo se ha convertido en pieza paradigmática. La perfecta factura de la anatomía del cuerpo femenino y, muy especialmente, su actitud melancólica y casta contribuyen a potenciar su adscripción al simbolismo.
En 1907 Llimona presentó la escultura en la V Exposición Internacional de Bellas Artes e Industrias Artísticas de Barcelona, lo que le valió el Premio de Honor. La obra fue adquirida para el Museo Municipal de la ciudad por Domènec Sanllehy, y posteriormente se incorporó al fondo del MNAC. En 1917 Llimona esculpió una réplica, en mármol y de un tamaño más grande, para el estanque ovalado del jardín que Forestier había proyectado el año anterior en el parque de la Ciudadela, urbanizando la antigua plaza de Armas. Dañada por la contaminación, la escultura fue sustituida en 1984 por una copia, y el original se guarda en el interior del Parlamento de Cataluña. Otra copia fue donada ese mismo año a la ciudad de Boston.
La escultura está inscrita como Bien Cultural de Interés Local (BCIL) en el Inventario del Patrimonio Cultural catalán con el código 08019/527.